# Shirakawa (Fukushima)
Shirakawa (Japans: 白河市, Shirakawa-shi) is een stad in de prefectuur Fukushima op het eiland Honshu, Japan. Deze stad heeft een oppervlakte van 305,30 km² en telt begin 2008 ruim 65.000 inwoners.

## Geschiedenis
Shirakawa werd een stad (shi) op 1 april 1949 na samenvoeging met het dorp Onuma (大沼村, Ōnuma-mura).
In 1954 en 1955 zijn de dorpen Shirasaka (白坂村, Shirasaka-mura), Odagawa (小田川村, Odagawa-mura), Goka (五箇村, Goka-mura) en een deel van Omotego (表郷村, Omotegō-mura) bij de stad getrokken.
Op 7 november 2005 zijn de dorpen Omotego (表郷村, Omotegō-mura), Higashi (東村, Higashi-mura) en Taishin (大信村, Taishin-mura) aan Shirakawa toegevoegd.

## Bezienswaardigheden

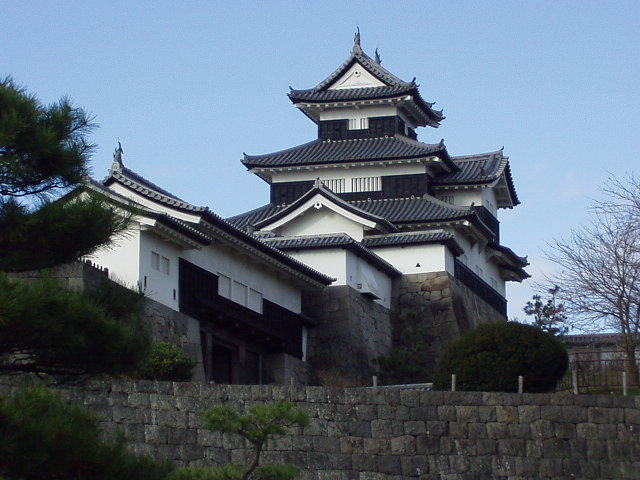
Toren bij de ingang van kasteel Shirakawa-Komine

- Kasteel Shirakawa-Komine (白河小峰城, Shirakawa Komine-jō): een reconstructie uit 1991-94 van een burcht die teruggaat tot 1340.

## Verkeer
Shirakawa ligt aan de Tohoku-shinkansen en aan de Tohoku-hoofdlijn van de East Japan Railway Company.
Shirakawa ligt aan de Tohoku-autosnelweg en aan de autowegen 4, 289 en 294.

## Geboren in Shirakawa
- Atsushi Fujita (藤田敦史, Fujita Atsushi) (1976), langeafstandsloper
- Gishu Nakayama (中山 義秀, Nakayama Gishu), auteur van historische romans en korte verhalen

## Stedenbanden
Shirakawa heeft een stedenband met
- Compiègne, Frankrijk, sinds 1988
- Anoka (Minnesota), Verenigde Staten
- Kuwana, sinds 1998